# Isle of Man, Ontario
Isle of Man är en ö i Kanada.   Den ligger i provinsen Ontario, i den sydöstra delen av landet, 130 km söder om huvudstaden Ottawa. Isle of Man ligger i sjön Colonel By Lake.
Omgivningarna runt Isle of Man är en mosaik av jordbruksmark och naturlig växtlighet. Runt Isle of Man är det glesbefolkat, med 10 invånare per kvadratkilometer.